# Kazimierz Dzierzbiński
Kazimierz Dzierzbiński herbu Topór – sędzia wschowski w latach 1686-1700, podsędek wschowski w latach 1683-1686.
Sędzia kapturowy sądu ziemskiego wschowskiego w 1696 roku.